# داء نشواني كلوي عائلي
الدَّاء النَّشواني الكُلوي العائلي هو أحد أشكال داء النشواني، ويحدث أساسًا في الكلى. يرتبط هذا الداء عادةً بطفراتٍ خلقيةٍ في سلسلة ألفا فبرينوجين [الإنجليزية]، ويُصنف على أنه خللٌ في فبرينوجين الدم. وبشكلٍ أقل شيوعًا، بطفراتٍ خلقيةٍ في صميم البروتين الشحمي A1 [الإنجليزية] والليزوزيم.
يُعرف أيضًا باسم «نوع أوسترتاج»، نسبةً إلى ب. أوسترتاج، الذي وصفه في عامي 1932 و1950.